# Platyplectrus americana
Platyplectrus americana är en stekelart som först beskrevs av Girault 1917.  Platyplectrus americana ingår i släktet Platyplectrus och familjen finglanssteklar. Inga underarter finns listade i Catalogue of Life.